# Holotrichia bicolorata
Holotrichia bicolorata är en skalbaggsart som beskrevs av Moser 1908. Holotrichia bicolorata ingår i släktet Holotrichia och familjen Melolonthidae. Inga underarter finns listade i Catalogue of Life.